# トゥルー・ブルー (マドンナの曲)
「トゥルー・ブルー」(True Blue)は、マドンナの楽曲。3枚目のスタジオ・アルバム『トゥルー・ブルー』から3枚目のシングル・カットとして発売された。

## 概要
ミュージック・ビデオは2種類制作された。一つはジェームズ・フォーリー監督によるもので、マドンナ本人も出演している。もう一つはMTVで開催されたコンテストにて公募され、アンヘル・グラシアとクリフ・ゲストの作品が選ばれた。
翌年に行われたフーズ・ザット・ガール・ツアーで歌われて以来長らくライヴでは披露されてこなかったが、2015年から2016年に渡って行われたレベル・ハート・ツアーでは28年ぶりに披露された。

## 収録曲
スーパー・クラブ・ミックス
1. トゥルー・ブルー (カラー・ミックス) - 6:37
2. エヴリバディ (ダブ・ヴァージョン) - 9:23
3. パパ・ドント・プリーチ (エクステンデッド・リミックス) - 5:45
4. エヴリバディ (エクステンデッド・ミックス) - 5:56
5. リヴ・トゥ・テル (インストゥルメンタル) - 5:49

## チャート
| チャート (1986–1987年)                      | 最高位 |
| ------------------------------------------- | ------ |
| オーストラリア (Kent Music Report)          | 5      |
| オーストリア (Ö3 Austria Top 40)            | 9      |
| ベルギー (Ultratop 50 Flanders)             | 2      |
| ブラジル (ABPD)                             | 4      |
| カナダ トップシングルス (RPM)               | 1      |
| デンマーク (Hitlisten)                      | 1      |
| ヨーロッパ (Music & Media)                  | 1      |
| ヨーロッパ エアプレイ Top50 (Music & Media) | 1      |
| フィンランド (Suomen virallinen lista)      | 12     |
| フランス (SNEP)                             | 6      |
| ドイツ (GfK Entertainment charts)           | 6      |
| アイスランド (RÚV)                          | 4      |
| アイルランド (IRMA)                         | 1      |
| イタリア (Musica e dischi)                  | 3      |
| オランダ (Dutch Top 40)                     | 4      |
| オランダ (Single Top 100)                   | 4      |
| ニュージーランド (Recorded Music NZ)        | 3      |
| スペイン (AFYVE)                            | 12     |
| スウェーデン (Sverigetopplistan)            | 18     |
| スイス (Schweizer Hitparade)                | 6      |
| 南アフリカ (Radio Orion)                    | 3      |
| UK シングルス (OCC)                         | 1      |
| US Billboard Hot 100                        | 3      |
| US Adult Contemporary (Billboard)           | 5      |
| US Dance Club Songs (Billboard)             | 6      |
| US Cash Box Top 100                         | 3      |
| US Radio & Records CHR & Pop Charts         | 3      |

| チャート (1986年)                    | 順位 |
| ------------------------------------ | ---- |
| オーストラリア (Kent Music Report)   | 45   |
| ベルギー (Ultratop 50 Flanders)      | 29   |
| ブラジル (Brazil Top 10)             | 2    |
| カナダ (RPM)                         | 31   |
| ヨーロッパ (Music & Media)           | 33   |
| フランス (SNEP)                      | 34   |
| オランダ (Dutch Top 40)              | 40   |
| オランダ (Single Top 100)            | 19   |
| ニュージーランド (Recorded Music NZ) | 39   |
| イギリス (OCC)                       | 11   |
| 全米 Billboard Hot 100               | 76   |
| US キャッシュボックス Top 100        | 45   |